# クラウディウス・シルウァヌス
クラウディウス・シルウァヌス（Claudius Silvanus,  - 355年）は、ローマ帝国のフランク人で、355年に28日間、ローマ皇帝（在位：355年）を名乗っていたとされる人物である。

## 生涯
シルウァヌスはガリア出身のフランク人であり、その父はコンスタンティヌス1世に仕えた将軍ボニトゥスであるとされている。シルウァヌスもまた父と同様に軍人としてローマ帝国に仕え、そのキャリアの初期にはマグネンティウスの下でトリブヌス、次いでコンスタンティウス2世の下でマギステル・ミリトゥムの地位を務めた。当時、シルウァヌスは若い青年であったにもかかわらずこの異例の昇進を遂げており、彼は有能な武人であると同時に、優れた人格と気質によって非常に高い評判を得ていたという。
352年、コンスタンティウス2世はシルウァヌスに対し、ガリアのアラマンニ人を制圧するという困難な任務を与えた。シルウァヌスは私財を投じてアラマンニ人を懐柔し、この任務において大きな成功を収めた。しかし、シルウァヌスの声望が高まるにつれて、宮廷内では彼を嫉妬する声が強まり、陰謀によってシルウァヌスは反逆の罪を着せられた。
非難と処刑の脅威に直面したシルウァヌスは、355年8月11日、コロニア・アグリッピネンシス（現在のケルン）において自らが皇帝となることを宣言した。これに対し、下位階級のローマ兵の多くがシルウァヌスへの忠誠を表明した。一方、当時の宮廷内では、シルウァヌスと同じフランク人の将軍であったメロバウデスらが訴えを起こし、シルウァヌスに対する疑いを晴らすことに成功していた。しかし、皇帝を名乗って28日後の9月7日、シルウァヌスの後継者として指名されていたウルシキヌスによって放たれた刺客によって、シルウァヌスは暗殺された。

## 遺児と名誉回復
シルウァヌスには息子がいたとされており、彼は逃亡して生き延びたという。この逃亡した息子の名誉は、後に皇帝ユリアヌスによって回復された。